# Ewald Schnug

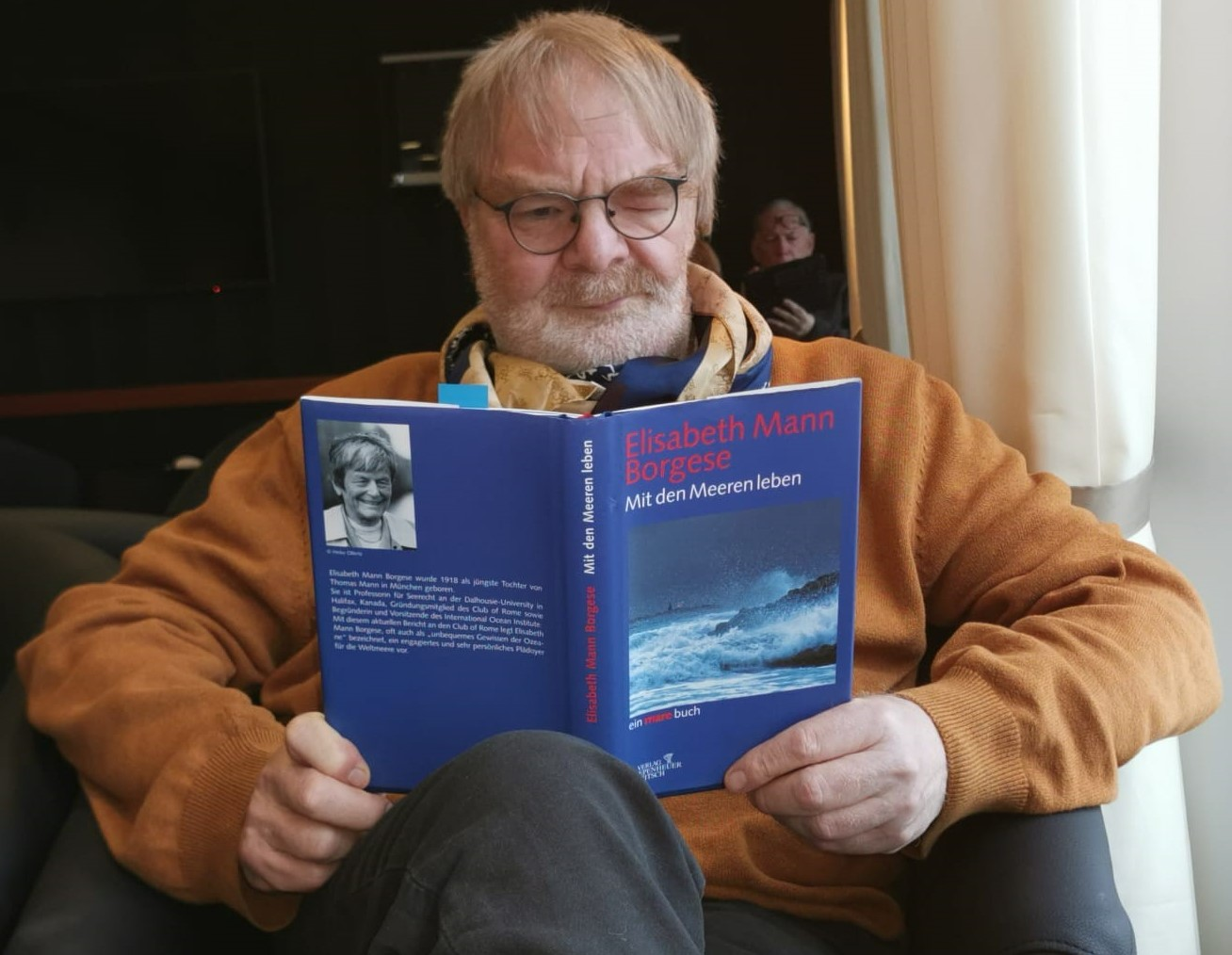
Ewald Schnug auf DFDS King Seaways 12. Februar 2022

Ewald Schnug (* 7. September 1954 in Hachenburg, Westerwald) ist ein deutscher Agrarwissenschaftler, Hochschullehrer und Forscher mit Schwerpunkten in Pflanzenernährung und Bodenkunde.

## Leben
Schnug wuchs als erster Sohn des Gärtnermeisters Ewald Schnug und seiner Ehefrau Marianne, geb. Haas, auf dem elterlichen Betrieb in Altenkirchen im Westerwald auf. Er wurde katholisch getauft, war von 1960 bis 1968 Ministrant und von 1970 bis 1971 Pfarrgemeinderatsmitglied in der St. Jakobus Gemeinde in Altenkirchen. Anfang der 1970er Jahre war er Mitglied der Jungen Union im CDU-Kreisverband Altenkirchen und der DLRG-Ortsgruppe Altenkirchen. Er war von 1975 bis 2005 verheiratet und ist Vater dreier Töchter. Seine prägenden Lebenslehrer waren der evangelische Theologe Fritz Beckmann, der bildende Künstler Carl Lambertz und die Anthroposophin Maria Thun. Höhepunkt außerberuflicher Projekte war die Restaurierung des UNESCO-Welterbe-Denkmals Oberes Wasserloch in Goslar zur „Glucsburgh“, das er als Wohnsitz und internationalen Treffpunkt für Nachwuchswissenschaftler und Künstler ausbaute. Hierfür wurde ihm 2014 der Preis für Denkmalpflege der Niedersächsischen Sparkassenstiftung verliehen.

### Ausbildung und wissenschaftlicher Werdegang
Schnug besuchte zunächst die katholische Volksschule in Altenkirchen, wo er im Jahr 1974 sein Abitur im naturwissenschaftlichen Zweig des dortigen Westerwaldgymnasiums ablegte.
Im Jahr 1978 erhielt er mit einer Arbeit über „Die Ausnutzung von Düngemitteln und die Bedeutung des Ausnutzungsgrades für die Höhe der Düngung“ das Diplom in der Fachrichtung Pflanzenproduktion an der Christian-Albrechts-Universität zu Kiel.
Im Jahr 1982 promovierte er zum Dr. sc. agr. an der dortigen landwirtschaftlichen Fakultät, wo er im Jahr 1989 auch habilitierte. Im Jahr 1992 erhielt er den Titel Dr. rer. nat. habil. an der naturwissenschaftlichen Fakultät der Technischen Universität Carolo Wilhelmina zu Braunschweig. Seine Ausbildung prägende Hochschullehrer waren die Agrarwissenschaftler Arnold Finck und Gerhard Geisler, der Quantenphysiker Evert Jan Post, der Agrikulturchemiker Erwin Welte und der Chemiker Meinhart H. Zenk.

### Beruf
Ewald Schnug war von 1979 bis 1992 am Institut für Pflanzenernährung und Bodenkunde der Christian-Albrechts-Universität zu Kiel tätig. Zunächst arbeitete er bis 1983 als Wissenschaftlicher Mitarbeiter, anschließend bis 1989 als Hochschulassistent und schließlich bis 1992 als Oberassistent (C1). Zwischen 1982 und 1990 unterrichtete er darüber hinaus an der Fachhochschule für Landwirtschaft in Rendsburg angewandte Chemie. Im Jahr 1984 gründete er das Institut für landwirtschaftliche und landökologische Innovationen und Technologien (ILLIT) GmbH in Kiel, dem er bis 1994 als Gesellschafter und Direktor R & D, CEO vorstand. Als Stipendiat der Heisenberg-Stiftung absolvierte er zwischen 1990 und 1992 Lehr- und Forschungsaufenthalte in Newcastle upon Tyne und Aberdeen.
Von 1992 an leitete er das Institut für Pflanzenernährung und Bodenkunde der Bundesforschungsanstalt für Landwirtschaft in Braunschweig (FAL) und seit 2008 das Institut für Pflanzenbau und Bodenkunde des Bundesforschungsinstitutes für Kulturpflanzen, Julius Kühn-Institut in Braunschweig/Quedlinburg. Im Jahre 1992 wurde er Mitglied der Naturwissenschaftlichen Fakultät der Universität Carolo-Wilhelmina zu Braunschweig (heute Fakultät für Lebenswissenschaften). Bis 2021 war Schnug Mentor von 66 erfolgreich abgeschlossenen Promotionen, davon 48 an der Technischen Universität Braunschweig, und 4 Habilitationen. 1995–2014 vertrat er Deutschland bei den landwirtschaftlichen Arbeitsgruppen der HELCOM (Baltic Marine Environment Protection Commission) und der BALTIC21; von 1998 bis 2013 war er Vorsitzender der Arbeitsgruppe. Wesentliche Leistung war die Formulierung des Annex III der HELSINKI Konvention. Seit 1996 ist er darüber hinaus für das 1933 in Rom gegründete Internationale wissenschaftliche Zentrum für Dünger und Düngung (CIEC) tätig. Von Juni 1996 bis September 2010 war er dort Vize-Präsident für Forschung und strategische Planung, in der Folge erster deutscher Präsident der Gesellschaft und seit September 2019 ihr Ehrenpräsident. Von 1993 bis 2010 war er persönlich berufenes Mitglied im Wissenschaftlichen Beirat für Düngungsfragen beim Bundesministerium für Ernährung und Landwirtschaft (BMEL), von 2004 bis 2020 (Gründungs-)Mitglied der Kommission Bodenschutz beim Umweltbundesamt (UBA) und ist seit 2007 wissenschaftlicher Berater Deutschlands im Deutsch-Ägyptischen Forschungsfonds (GERF). Ende Mai 2020 wurde er am JKI in den regulären Ruhestand versetzt. Seitdem ist er wieder CEO von ILLIT.

## Auszeichnungen

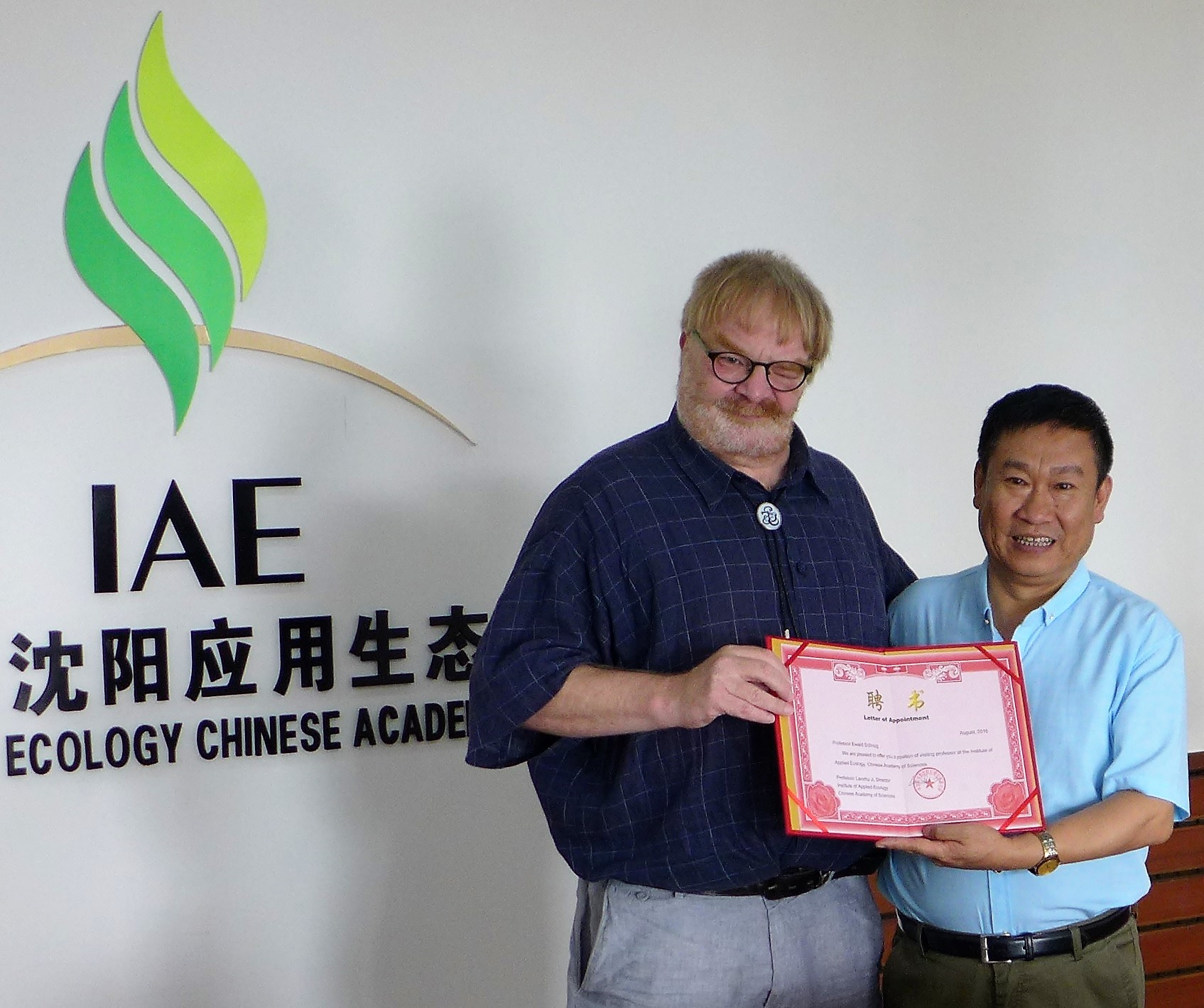
Ewald Schnug wird von Prof. Lanzhu Ji zum Gastprofessor am IAE-CAS in Shenyang ernannt.

- 1982: Fakultätspreis der landwirtschaftlichen Fakultät der Christian Albrechts Universität zu Kiel
- 1984: Stipendiat der Deutsch-Finnischen Gesellschaft
- 1990: Stipendiat der Werner-Heisenberg-Stiftung
- 2008: Ehrendoktorwürde der Rumänischen Akademie für Land- und Forstwissenschaften „Gheorghe Ionescu-Şişeşti“[7]
- 2016: Ernennung zum Gastprofessor der „China Stabilized Fertilizer Technology Innovation Strategic Alliance“ in Shenyang, China
- 2016: Ernennung zum Gastprofessor am „Institute of Applied Ecology“ der Chinese Academy of Sciences in Shenyang
- 2019: Ernennung zum 2. Ehrenpräsidenten des CIEC (Internationales wissenschaftliches Zentrum für Düngung, Shenyang China)[8]
- 2019: Preis der chinesischen Provinz Liaoning für Internationale Wissenschaftliche und Technologische Zusammenarbeit
- 2020: Preis der Chinesischen Akademie der Wissenschaften (CAS) für Internationale Wissenschaftliche Zusammenarbeit[9]
- 2021: „Distinguished Scientists Award – President's International Fellowship for Distinguished Scientists“ der Chinesischen Akademie der Wissenschaften (CAS)
- 2022: „Visiting Scientist“ an der Chinesischen Akademie der Wissenschaften (CAS)
- 2023: Berufung in das "International Advisory Board of the President of the Academy of Scientific Research and Technology (ASRT), Cairo, Egypt[10]
- 2024: Berufung als „Chief Advisor of the Doctor's Farm University of Chinese Academy of Sciences, Beijing“[11]

## Forschungsschwerpunkte und deren Meilensteine(Auswahl)
Schnugs Forschungsportfolio reicht von der Erforschung umweltrelevanter und agronomischer Aspekte leichter Elemente des Periodensystems wie Stickstoff, Phosphor, Schwefel und Bor über die Schwermetalle Eisen, Mangan, Zink, Kupfer und Molybdän bis hin zum Uran. Neben diesen chemisch-stofflich orientierten Forschungsthemen ist er einer der Pioniere der Precision agriculture.
Schnug fand 1980 in Schleswig-Holstein zum ersten Mal in Deutschland akuten Schwefelmangel an Freiland-Raps, was zuvor wegen des Schwefel-Eintrags über sauren Regen nicht aufgetreten war.
1986 entwickelte Schnug die Röntgenfluoreszenz-Methode zur Bestimmung des Gesamtglucosinolat-(GSL) Gehaltes von Rapssaat, die bereits 1987 bundesweit bei der Ernte von Körnerraps zur Unterscheidung alter (glucosinolathaltiger) (0-Raps) Sorten von neuen, (glucosinolatarmen) (00-Raps) Sorten eingesetzt wurde. Im gleichen Jahr publizierte er den ersten wissenschaftlichen Nachweis dafür, dass Schwefel-Düngung den Glucosinolatgehalt in Rapssaat erhöht. Die Röntgenfluoreszenz-Methode entwickelte er 1988 weiter, so dass sie auch für die Bestimmung von Glucosinolaten in Rapssaat vor der Ernte und die Bestimmung des Gesamtglucosinolatgehaltes von Rapsextraktionsschroten einsetzbar wurde.
Von 1999 an befasste sich Ewald Schnug mit Uran in der Umwelt, unter anderem mit Urangehalten in deutschen Mineral- und Leitungswässern und mit der Uran-Kontamination von Böden durch Phosphordüngung. Nicht zuletzt durch seine publizistischen Aktivitäten zum Thema, gemeinsam mit der Journalistin und Umweltaktivistin Inge Lindemann, wurden in Deutschland Richtwerte für Uran in Mineral- und Leitungswässern eingeführt.
Außerdem organisierte Schnug vor dem Hintergrund der Diskussion um Munition mit Geschossen aus abgereichertem Uran (DU-Munition) einen ersten internationalen Workshop zu gesundheitlichen und ökologischen Problemen der zivilen und militärischen Nutzung von Uran. Dort postulierte er, gemeinsam mit Christopher Busby, auch die Sekundärelektronentheorie als Ursache für die synergistische Wirkung radiologischer und chemischer Toxizität von Uran und die energieneutrale Erzeugung sauberer Phosphordünger durch Verwendung nativen Urans aus Rohphosphaten.
- 1981 zeigte Schnug erstmals, dass im Gegensatz zur allgemeinen Lehrmeinung Düngung mit Elementarschwefel die Pflanzenverfügbarkeit von Eisen im Boden verringert[24]; findet den N/Fe+Zn Synergismus, den S/Mo Antagonismus und den Mo/Cu Antagonismus in Pflanzen[25].
- 1982 bewies Schnug, dass bodenversauernde Düngung die Manganversorgung von Pflanzen verbessert.[26] Er wandte hier erstmals die statistischen Verfahren der Hauptkomponenten- und Diskriminanzanalyse auf landwirtschaftliche Versuchsdaten an und stellte fest, dass es keinen physiologischen P/Zn Antagonismus in Pflanzen gibt.[27]
- 1984 entdeckte Schnug, dass Silizium-Düngung den Pathogenbefall von Pflanzen reduziert.[28]
- 1985 quantifizierte Schnug als erster den Schwefel-Eintrag aus der Atmosphäre in Böden Deutschlands.[29]; ebenfalls thematisierte er zum ersten Mal die Bedeutung regionaler Variabilität von Merkmalen der Bodenfruchtbarkeit für die Düngung.[30]
- 1986 demonstrierte er auf dem Versuchsgut Birkenmoor in Schleswig-Holstein erstmals eine landwirtschaftliche Anwendung des Global Positioning System (GPS) und wies nach, dass das Weißblühen von Raps Symptom akuten Schwefelmangels ist.[31] Im gleichen Jahr stellte er gemeinsam mit der Fa. Müller Elektronik aus Salzkotten zum ersten Mal ein GPS (Globales Positionierungs System) der Fa. SEL zur Anwendung in der Landwirtschaft auf den Feldtagen der Deutschen Landwirtschafts-Gesellschaft vor.[32]
- 1987 prägte Schnug den Begriff des „Computer Aided Farming“ (CAF)[33][34] der sich aber in der internationalen Wissenschaftsgemeinschaft nicht gegen den Begriff Precision agriculture durchsetzen konnte.
- 1988 begann er mit Forschungen zu Uran in Rohphosphaten[35]. Im gleichen Jahr identifiziert er ebenfalls Weizensorten mit adversem P/Mn Aneignungsvermögen[36] und entdeckt, dass Glucosinolate reaktivierbare S-Ressourcen in Brassicaceen sind und postuliert dabei die metabolische Kausalkette zwischen S-Versorgung-GSH/GSSG/-Myrosinase-GSL/DGSL (S-Versorgung - Halliwell Zyklus - GSL-Abbau).[37]
- 1989 bestimmte Schnug erstmals die räumliche Verteilung des Flächenertrages von Miscanthus mittels Fernerkundung[38] demonstriert in Birkenmoor in Schleswig-Holstein weltweit die erste Anwendung des GPS im Feld und beschrieb erstmals die räumliche Variabilität von Bodenmerkmalen in Versuchsanlagen mittels „Equifertilen“[39].
- 1991 publizierte Schnug die erste, auf einem Mähdrescher im Praxisbetrieb online erzeugte Ertragskarte.[40] Das gemeinsam mit den dänischen Firmen Dronningborg[41] und Thoustrup & Overgaard entwickelte System wurde im gleichen Jahr erstmals auf der AGRITECHNICA in Frankfurt der Öffentlichkeit vorgestellt. In diesem Jahr entwickelte er das erste kommerzielle landwirtschaftliche Geo-Informations System „LORIS“ (LOcal Resource Information System)[42] LORIS wurde später von der finnischen Firma KEMIRA ohne sein Wissen zum Patent angemeldet und kommerzialisiert.[43]
- 1992 fasste Schnug seine Erkenntnisse zu ertragsphysiologisch notwendigen Grenzkonzentrationen und -funktionen essentieller Nährelemente erstmals im Programmsystem PIPPA (Professional Interpretation Program for Plant Analysis) zusammen,[44] das nach der Veröffentlichung des Source Codes weltweite Beachtung und Anwendung gefunden hat.[45] Im gleichen Jahr stellte er die Hypothese auf, dass wesentliche Einträge an Phosphaten in Oberflächengewässer über die Erosion von „Leicht-Partikeln“ erfolgen[46] und quantifizierte erstmals den Einfluss der Schwefelversorgung auf das Backvolumen von Brotweizen.[47]
- 1993 implementierte Schnug mit der Einrichtung des Arbeitsgebietes „Local Resource Management“ die Erforschung der agrikulturchemischen Grundlagen für Precision agriculture weltweit zum ersten Mal in die Konzeption eines Institutes der Ressortforschung[48].
- 1994 entwickelte Schnug das Konzept der Monitor-Pedozellen, das eine effizientere Sammlung räumlicher Daten in der Landwirtschaft ermöglicht[49].
- 1995 entwickelte Schnug BOLIDES (Boundary Line Developing System) zur Ableitung von Grenzfunktionen für die Beschreibung der Beziehung zwischen pflanzenbaulichen Parametern[50].
- 1996 veröffentlichte Schnug einen Artikel über die Nutzung von Coca-Cola als Extraktionsmittel zur Bestimmung pflanzenverfügbarer Schwermetalle in Böden[51].
- 1997 begann Schnug, lange vor der zivilen Verfügbarkeit bildgebender Drohnen Konzept und Techniken mit der Entwicklung von „Surf-Eyes“ und LASSIE (Low Altitude Stationary Surveillance Instrumental Equipment) zur semi-orthogonalen Beobachtung landwirtschaftlich genutzter Flächen.[52] Im selben Jahr wurde er Mitinitiator der COST Aktion Nr. 829 „Fundamental, agronomical and environmental aspects of sulphur nutrition and assimilation in plants“ und war bis zu deren Ende im Jahre 2003 Vertreter Deutschlands im Management Komitee.[53]
- 1998 begründete Schnug mit „Agro Precise“, herausgegeben von Herbert Daybel Publications Ltd. in Bottesford, UK, die erste internationale Zeitschrift für Precision agriculture.

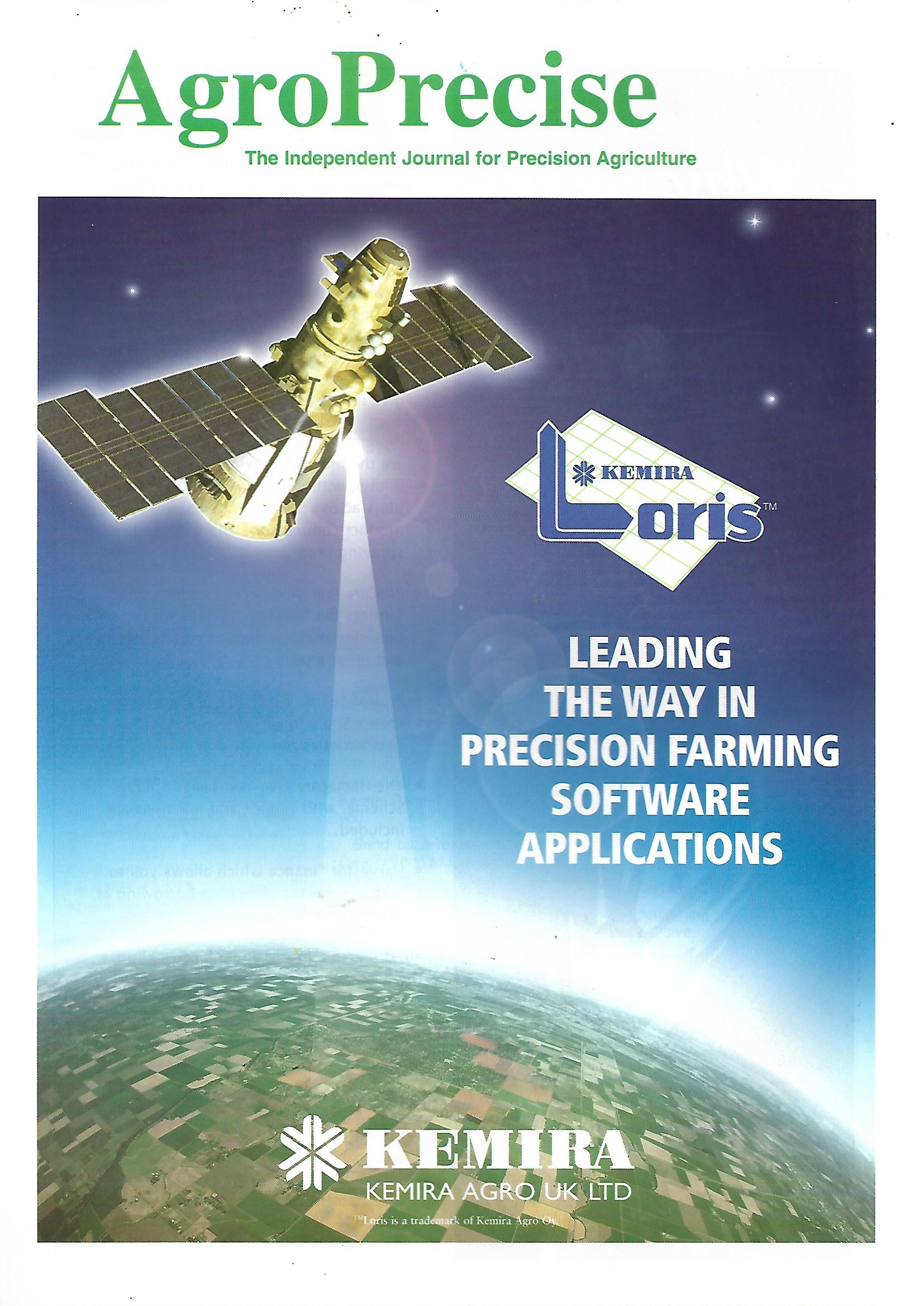
Titelseite der Erstausgabe der ersten internationalen Zeitschrift für „Precision Farming“ erschienen 1998

- 2000 entwickelte Schnug das MOPS (MOdel for Predicting Sulphur-deficiency), ein Modell zur Prognose der Schwefelversorgung landwirtschaftlich genutzter Böden[54].
- 2001 prägte Schnug den Begriff der „Schwefel Induzierten Resistenz“ (SIR), der zu einem Schwerpunkt der Forschungsarbeiten seines Institutes wird[55].
- 2002 um die Jahrtausendwende vermehrt auftretende Hochwässer in Flussgebieten waren Anlass für Schnug, ein völlig neuartiges Konzept zum vorbeugenden Hochwasserschutz durch ökologischen Landbau[56] „HOT“ (Help of Organics against Torrents)[57] zu entwickeln, was allerdings, trotz steigender Hochwassergefährdung im Zuge des Klimawandels infolge der ungebrochene Industrialisierung der Landwirtschaft, nur schleppend Eingang in die Raumplanung findet. Mit der Untersuchung der „Spatial-Speciation“ (= räumliche Variabilität unterschiedlicher Extrahierbarkeit chemischer Elemente in Böden), initiierte er ein neues Forschungsgebiet für wissenschaftliche Grundlagen von Precision agriculture. Im gleichen Jahr veröffentlichte er sein Konzept zur Verbesserung der Löslichkeit von Rohphosphaten durch die Kombination mit elementarem Schwefel.[58]
- 2003 stellte Schnug die Hypothese auf, dass die räumliche Verteilung Misteln-tragender Bäume Hinweise auf Schwermetallbelastungen von Böden gibt[59] und dass die Manganversorgung von Eichen entscheidend für die erfolgreiche Ansiedelung des Halbschmarotzers ist.[60]
- 2006 entdeckte Schnug, dass Phosphonate-haltige Pflanzenschutzmittel gegen Pilzkrankheiten im Gegensatz zur Schulmeinung - diese seien eine Nährstoffquelle für Phosphor - im Gegenteil einen letalen Phosphormangel hervorrufen können[61].
- 2012 veröffentlichte das Umweltbundesamt Schnugs Grenzwerte für Uran in Düngern[62], die er bereits 6 Jahre zuvor dem BMELV angetragen hatte.[63] Durch Einfluss der Agrarlobby ist Uran dennoch bis dato das einzige Schwermetall was nicht im Düngemittelgesetz geregelt wird.
- 2013 beschreibt Schnug mit der „Nährstoff-Induzierten Konkurrenz“ ein neues Konzept zur schonenden Beikrautregulierung.[64]
- 2016 veröffentlichte das Umweltbundesamt sein Konzept „HOT“ zum vorbeugenden Hochwasserschutz durch ökologischen Landbau[65].

## Lehre
Schnug betreute 80 Dissertationen an deutschen und internationalen Universitäten, zehn seiner Studierenden habilitierten sich und wurden als Professoren an Universitäten im In- und Ausland berufen.

## Schriften(Auswahl)
- Multivariate statistische Verfahren als Hilfsmittel zur Auswertung mehrfaktorieller Düngungsversuche am Beispiel der Faktorenanalyse. In: VDLUFA-Schriftenreihe. 16, 1986, S. 615–624.
- mit S. Haneklaus: Indirekte Bestimmung des Gesamtglucosinolatgehaltes von Rapssamen mittels Röntgenfluoreszenzanalyse. In: Fresenius Z. Anal. Chem. 326, 1987, S. 441–445.
- mit H. Beringer: Sulphur in Agro-Ecosystems. (Mineral Nutrition in Ecosystems, 2). Kluwer Academic Publ. Dordrecht, 1998, S. 1–38.
- mit S. Haneklaus: Sulphur deficiency symptoms in oilseed rape (Brassica Napus L.) – The aesthetics of starvation. In: Phyton (Horn). Band 45, Nr. 3, 2005, S. 79–95 (englisch, zobodat.at [PDF; 4,7 MB; abgerufen am 20. April 2023]).
- mit S. Haneklaus, L. J. De Kok, I. Stulen und E. Bloem: Sulfur. In: Barker and Pilbeam (Hrsg.): Handbook of Plant Nutrition. CRC Press, Boca Raton, Florida 2006, S. 183–238.
- mit S. Haneklaus: Site specific nutrient management – objectives, current status and future research needs. In: A. Srinivasan (Hrsg.): Precision Farming – A global perspective. Marcel Dekker, New York, 2006, S. 91–151.
- mit S. Haneklaus und E. Bloem: Sulfur and Plant Disease. In: Datnoff u. a. (Hrsg.): Mineral Nutrition and Plant disease. APS Press Minneapolis MN USA, 2007, S. 101–118.
- mit L. J. De Kok: Loads and fate of fertilizer derived uranium. Backhuys Publishers, Leiden 2008.
- Uran in Phosphor-Düngemitteln und dessen Verbleib in der Umwelt. In: Strahlentelex. 612–613, 2012, S. 1–8.
- mit N. Haneklaus, H. Tulsidas und B. Tyobeka: High Temperature Gas-Cooled Reactors Enable Closed Phosphate Fertilizer Production. In: Dawei Zheng (Hrsg.): Proceeding of the International Conference on Frontiers of Environment, Energy and Bioscience. 2013, ISBN 978-1-60595-133-1, S. 792–798.
- Fertilizer derived uranium and its thread to human health. In: Environmental Science & Technology 47, 2013, S. 2433–2434, doi:10.1021/es4002357.
- mit A..E. Ulrich, H.-M. Prasser und E. Frossard: Uranium endowments in phosphate rock. In: Science of the Total Environment. 478, 2014, S. 226–234, doi:10.1016/j.scitotenv.2014.01.069.
- mit L.J. De Kok (2016): Phosphorus in Agriculture: 100 % Zero Springer, ISBN 978-94-017-7612-7.
- mit S. Haneklaus (2016): Glucosinolates – The Agricultural Story. In S. Kopriva (Ed.), Glucosinolates. pp. 281–302, 2016 Elsevier Ltd., ISBN 978-0-08-100327-5.